# Edoardo Sanguineti
Edoardo Sanguineti (født 9. december 1930 i Genova, død 18. maj 2010) var en italiensk forfatter og oversætter.
I løbet af 1960'erne var han leder af Gruppo 63, grundlagt i 1963 på Solunto.
I perioden 1979-1983 var han medlem af deputeretkammeret for  det italienske parlament, valgt som uafhængig i listen over medlemmer af det italienske kommunistparti.